# Da uomo a uomo
Da uomo a uomo (conocida en español como De hombre a hombre en España y La muerte viaja a caballo en Hispanoamérica) es una película italoestadounidense de 1967 dirigida por Giulio Petroni y con los actores estadounidenses Lee Van Cleef y John Phillip Law representando los personajes principales. Está enmarcada dentro del subgénero del spaghetti western.
La música de la película, compuesta por Ennio Morricone, se emplearía después en las películas de Quentin Tarantino llamadas Kill Bill.

## Argumento
En una noche de tormenta unos forajidos asaltan un rancho donde Bill Meceita (John Phillip Law), un niño escondido observa como matan a su padre (Walter Giulangeli), violan a su madre y a su hermana, matándolas luego y va observando cada detalle de todos los bandidos, que le servirá para después de 15 años ir buscarlos y vengarse. En ese camino se encuentra con Ryan (Lee Van Cleef), un antiguo miembro de esa banda que también los persigue porque fue traicionado, costándole 15 años de cárcel. Ahora, tras varios desencuentros, se juntarán para dar caza a los forajidos.

## Reparto
- Lee Van Cleef: Ryan
- John Phillip Law: Bill Meceita
- Mario Brega: Paco
- Luigi Pistilli: Walcott
- Anthony Dawson: Burt Cavanaugh
- José Torres: Pedro
- Franco Balducci: sheriff de Lyndon City
- Romano Puppo: alguacil de Lyndon City
- Bruno Corazzari: socio de Walcott
- Felicita Fanny: pueblerina
- Ignazio Leone: Pastor
- Carlo Pisacane: jefe de la estación
- Angelo Susani: esbirro de Walcott
- Guglielmo Spoletini: Manuel
- Vivienne Bocca: esbirro de Walcott
- Walter Giulangeli: Sr. Meceita, padre de Bill
- Elena Hall Sra. Meceita
- Carla Cassola: Betsy
- Archie Savage: soldado negro